# Música lleugera
La música lleugera (en anglès: easy listening, incloent-hi també el terme mood music) és un gènere de música popular i de format radiofònic, que es caracteritza per tenir melodies simples, enganxoses i relaxades, amb harmonitzacions senzilles i instrumentació poc cridanera, que va evolucionar a partir de la música swing i la composta per a big band, i que la seva màxima popularitat va tenir lloc entre els anys 50 i 70 del segle xx. Està relacionat amb la música Middle of the road (MOR) i inclou enregistraments instrumentals de estàndards, cançons d'èxit, veus no rock i versions instrumentals de cançons populars de rock seleccionades. Es concentra principalment en la música anterior a l'era del rock and roll, característicament en la música dels anys 40 i 50. Es va diferenciar del format majoritàriament instrumental de música bella per la seva varietat d'estils, incloent un percentatge de veus, arranjaments i tempos per adaptar-se a diverses parts del dia d'emissió. El gènere inclou dos tipus diferents: l'instrumental i el vocal.
La música senzilla d'escoltar sovint es confon amb la música lounge, però tot i que era popular en alguns dels mateixos llocs, estava pensada per a ser escoltada per gaudir més que com a so de fons.

## Terminologia
El terme «música lleugera» s'ha associat erròniament amb gèneres com ara el soft rock, el soft pop, el jazz i fins i tot a la música new age, i això perquè la seva definició ha de ser necessàriament bastant àmplia.
El terme easy-listening és similar a allò que hom ha denominat lounge music (‘música per a saló’) o core lounge, tot i que aquestes formes musicals estan més relacionades amb el jazz en comparació amb la big band i el swing.
Hom es refereix sovint a l'easy-listening com a nostalgic music, ja que hi tendeixen els oients de més edat.
En certs àmbits, la música lleugera és considerada kitsch (de mal gust).
En anglès se la denomina
- easy listening (audició fàcil),
- mood music (música ambiental) o
- música d'ascensor
  - elevator music (als EUA)
  - lift music (al Regne Unit).
- muzak, terme més pejoratiu, tot i que Muzak es refereix específicament a la música produïda i programada per a llocs públics per la Muzak Corporation, i no és un gènere musical en si mateix.

Als països angloparlants també està relacionada amb la beautiful music (‘música bonica’) i la light music (‘música lleugera’). La beautiful music és un subgrup de música lleugera, que -en ser un format de ràdio-, té estàndards rígids d'instrumentació (per exemple: poc o gens de saxo) i restriccions sobre quantes obres vocals es poden emetre per hora.
De vegades se l'anomena Nostalgia music («nostalgia» en castellà en l'original).
Freqüentment les cançons de música lleugera són versions instrumentals de cançons populars dels anys seixanta i setanta.
El format de ràdio «música lleugera» ha estat gairebé completament reemplaçat pel format Lite AC (forma col·loquial de light adult contemporary music (música contemporània lleugera per a adults).

## Artistes de música lleugera reconeguts

### Orquestres i directors d'orquestra de música lleugera
- - Leroy Anderson
  - Burt Bacharach
  - Boston Pops
  - Caravelli
  - Frank Chacksfield
  - Ray Conniff
  - Syd Dale
  - Lex de Azevedo
  - Frank De Vol
  - Johnny Douglas
  - Juan García Esquivel
  - Percy Faith
  - Robert Farnon
  - Arthur Fiedler
  - Jackie Gleason
  - Arthur Greenslade
  - Nick Ingman
  - Bert Kaempfert
  - Andre Kostelanetz
  - James Last
  - Raymond Lefevre
  - Enoch Light
  - Geoff Love
  - Living Strings
  - Longines Symphonette
  - Henry Mancini
  - Mantovani
  - Ray Martin
  - Paul Mauriat
  - George Melachrino
  - Midnight String Quartet
  - The Mom and Dads
  - 101 Strings
  - Franck Pourcel
  - Nelson Riddle
  - David Rose
  - San Remo Golden Strings
  - Sounds Orchestral
  - Néstor Torres
  - Billy Vaughn
  - Lawrence Welk
  - Paul Weston
  - Charles Williams
  - Hugo Winterhalter
  - André Rieu
  - Fausto Papetti
  - Hollyridge Strings
  - Reg Tilsley

### Pianistes de música lleugera
- - Ronnie Aldrich
  - Jim Brickman
  - Floyd Cramer
  - Richard Clayderman
  - Carl Doy
  - Ferrante & Teicher
  - Earl Grant
  - Joe Harnell
  - Horst Jankowski
  - Bradley Joseph
  - Liberace
  - Frank Mills
  - Peter Nero
  - Orquestra Tabajara
  - Emile Pandolfi
  - Johnny Pearson
  - Roger Williams

### Guitarristes de música lleugera
- - Laurindo Almeida
  - Chet Atkins
  - Al Caiola
  - Francis Goya
  - Earl Klugh
  - Tony Mottola

### Altres instrumentistes de música lleugera
- - Herb Alpert
  - James Galway
  - Zamfir

### Grups vocals de música lleugera
- - The Bachelors
  - The Ray Charles Singers
  - The Cliff Adams Singers
  - The Ray Conniff Singers
  - The Mike Curb Congregation
  - The Doodletown Pipers
  - The Free Design
  - The Anita Kerr Singers
  - The Lettermen
  - The Lighthouse Family
  - The Norman Luboff Choir
  - The Johnny Mann Singers
  - Sérgio Mendes & Brasil ’66
  - The Sandpipers
  - The Singers Unlimited
  - The Swingle Singers

### Cantants amb moltes obres de música lleugera
- - Ed Ames
  - Perry Como (el material més nou)
  - Eydie Gormé
  - Robert Goulet
  - Engelbert Humperdinck
  - Jack Jones
  - Steve Lawrence
  - Al Martino
  - Johnny Mathis
  - Matt Monro
  - Anne Murray
  - Kenny Rogers
  - James Taylor
  - Roger Whittaker
  - Andy Williams

### Cantants amb algunes obres de música lleugera
- - John Barrowman
  - Tony Bennett
  - Stephen Bishop
  - Andrea Bocelli
  - Glen Campbell
  - The Carpenters
  - Perry Como (material més antic)
  - Nat King Cole
  - Vic Damone
  - Sammy Davis Jr.
  - Doris Day
  - John Denver
  - Neil Diamond
  - Dan Fogelberg
  - Don Ho
  - Gordon Lightfoot
  - Barry Manilow
  - Dean Martin
  - Nana Mouskouri
  - Olivia Newton-John (primeres obres)
  - Daniel O'Donnell
  - Gerry Rafferty
  - Frank Sinatra
  - Barbra Streisand
  - Jerry Vale
  - Bobby Vinton